# Hội Kế toán và Kiểm toán Việt Nam
Hội Kế toán và Kiểm toán Việt Nam (tên giao dịch tiếng Anh là Vietnam Association of Accountants and Auditors, viết tắt là VAA) ra đời năm 1996 với nhiệm vụ là tổ chức nghề nghiệp của các tổ chức và cá nhân làm nghề kế toán và kiểm toán ở Việt Nam.
VAA đã trở thành thành viên của Liên đoàn Kế toán Quốc tế (IFAC) cũng như là thành viên của Liên đoàn Kế toán các nước ASEAN (AFA). Hội Kế toán và Kiểm toán Việt Nam còn được sự bảo trợ chính thức của Bộ Tài chính.
Tính đến ngày 31/12/2006, ở Việt Nam đã có 120 công ty kiểm toán độc lập.
Hội Kế toán và Kiểm toán Việt Nam được thành lập năm 1994, số hội viên lên tới gần 10.000 người.
Hội có trụ sở tại 192- Đường Giải Phóng- Phường Phương Liệt- Quận Thanh Xuân- Thành phố Hà Nội.

## Khái quát
Hội có hệ thống tổ chức thành viên, bao gồm: 10 hội kế toán tỉnh, thành phố; 2 hội kế toán chuyên ngành (Hội Kế toán Kho bạc Nhà nước, Hội Kiểm toán viên hành nghề Việt Nam- VACPA); 6 phân hội kế toán chuyên ngành (tại các bộ, ngành); 6 chi hội kế toán trực thuộc và 3 hội viên tổ chức.
Hội có bốn tổ chức trực thuộc:
- Câu lạc bộ Kế toán trưởng toàn quốc (CAC), tập hợp các kế toán trưởng doanh nghiệp, cơ quan hành chính sự nghiệp, giám đốc tài chính, chuyên gia kế toán, kiểm toán. Hội viên được tham gia các sinh hoạt chuyên môn của Câu lạc bộ một năm hai lần, được cập nhật kiến thức, thảo luận các vấn đề liên quan đến nghề nghiệp kế toán, kiểm toán, được tặng ấn phẩm thông tin và lý luận của Hội và tham gia nhiều hoạt động ngoại khóa khác...
- Trung tâm Nghiên cứu và tư vấn khoa học kế toán, cung cấp nhiều loại hình đào tạo: Bồi dưỡng kế toán trưởng; cập nhật kiến thức; bồi dưỡng thi cấp chứng chỉ kế toán viên hành nghề; đào tạo kế toán viên...; Thực hiện tư vấn nghiệp vụ cho các đối tượng có nhu cầu 
- Ban Quản lý hành nghề kế toán, thực hiện việc quản lý hành nghề kế toán của Hội theo quy định của Bộ Tài chính: tiếp nhận hồ sơ đăng ký và công khai danh sách doanh nghiệp, cá nhân đủ điều kiện cung cấp dịch vụ kế toán; kiếm tra, kiểm soát chất lượng dịch vụ kế toán và đạo đức của người hành nghề kế toán; cập nhật kiến thức cho kế toán viên hành nghề...
- Tạp chí Kế toán, cơ quan thông tin lý luận của Hội, là diễn đàn của hội viên và những người làm nghề kế toán, kiểm toán trong cả nước...

## Tôn chỉ, mục đích
Hội Kế toán và Kiểm toán Việt Nam (dưới đây gọi tắt là Hội) là tổ chức xã hội nghề nghiệp của các tổ chức và cá nhân làm nghề kế toán và kiểm toán ở Việt Nam. 
Mục đích của Hội tập hợp, đoàn kết các tổ chức và cá nhân hoạt động trong lĩnh vực kế toán và kiểm toán ở Việt Nam vì sự nghiệp duy trì và phát triển nghề nghiệp; nâng cao chất lượng nghiệp vụ chuyên môn; giữ gìn phẩm chất, đạo đức nghề nghiệp nhằm phục vụ ngày càng tốt hơn yêu cầu quản lý kinh tế tài chính của đất nước, hội nhập với các tổ chức nghề nghiệp kế toán và kiểm toán các nước trong khu vực và thế giới.

## Vị trí
Hội Kế toán và Kiểm toán Việt Nam hoạt động theo pháp luật của nước Cộng hoà xã hội chủ nghĩa Việt Nam và theo Điều lệ của Hội. Hội Kế toán và Kiểm toán Việt Nam chịu sự quản lý nhà nước của Bộ Tài chính trong hoạt động nghề nghiệp kế toán, kiểm toán.
Hội là thành viên của Liên hiệp các Hội Khoa học và Kỹ thuật Việt Nam (VUSTA), là thành viên chính thức của Liên đoàn Kế toán Quốc tế (IFAC) và Hiệp hội Kế toán Đông Nam Á (AFA).

## Phạm vi hoạt động
Hội Kế toán và Kiểm toán Việt Nam hoạt động trong phạm vi cả nước, có trụ sở chính tại Hà Nội, có tư cách pháp nhân, tự trang trải và tự chịu trách nhiệm trước pháp luật về những hoạt động của mình. 
Cơ quan ngôn luận Trung ương Hội là Tạp chí Kế toán và Kiểm toán.
Hội có biểu tượng, con dấu, tài sản, tài chính và tài khoản riêng (tiền Việt Nam và ngoại tệ) tại Ngân hàng, Kho bạc Nhà nước.

## Nguyên tắc hoạt động
Hội Kế toán và Kiểm toán Việt Nam tổ chức theo nguyên tắc tập trung, dân chủ, tự nguyện, tự quản, tự trang trải về tài chính và chịu trách nhiệm trước pháp luật.